# کجسی تولا
کِیسی تولا (به انگلیسی: Kejsi Tola) (زاده ۳ می ۱۹۹۲) خواننده آلبانیایی است.
او در مسابقه آواز یوروویژن ۲۰۰۹ نماینده آلبانی بود.